# K2-72 c
K2-72 c è il terzo pianeta orbitante attorno alla stella nana rossa K2-72 ed è stato il secondo ad essere scoperto nel 2016 con l'uso del telescopio spaziale Kepler durante la seconda parte della sua missione. Come il pianeta più esterno del sistema, K2-72 e, sembra trovarsi all'interno della zona abitabile della stella.

## Caratteristiche
Il pianeta ruota in poco più di 15 giorni attorno alla sua stella, a una distanza di appena 0,078 UA (10,8 milioni di chilometri). Essendo tuttavia la stella molto meno brillante del Sole il pianeta potrebbe trovarsi nelle condizioni adatte per mantenere acqua liquida in superficie, anche se a quella distanza è probabile che si trovi in rotazione sincrona, rivolgendo sempre lo stesso emisfero verso la stella, con l'altro nel buio perenne. 
Il pianeta è di dimensioni terrestri, con un raggio che è solo il 16% maggiore del raggio terrestre e pare trovarsi nella parte più interna della zona abitabile della sua stella, dove riceve un flusso totale di radiazioni pari a circa 2,2 volte la quantità di radiazioni che riceve la Terra dal Sole. Il pianeta si trova sul limite interno della zona abitabile ottimistica, dove soltanto durante una parte della vita della stella potrebbero esistere le condizioni adatte per lo sviluppo della vita.